# Cobză

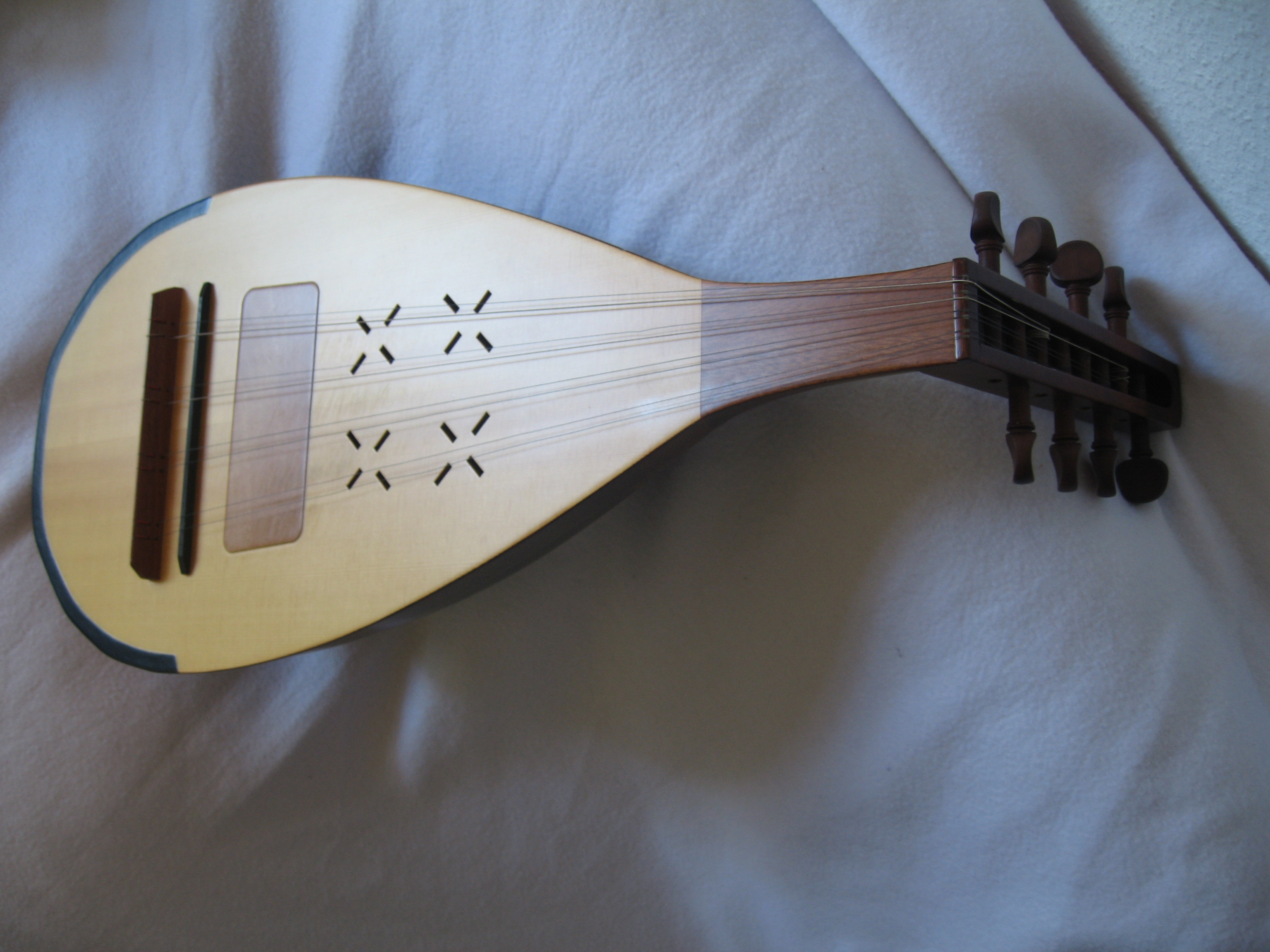
Cobză românească

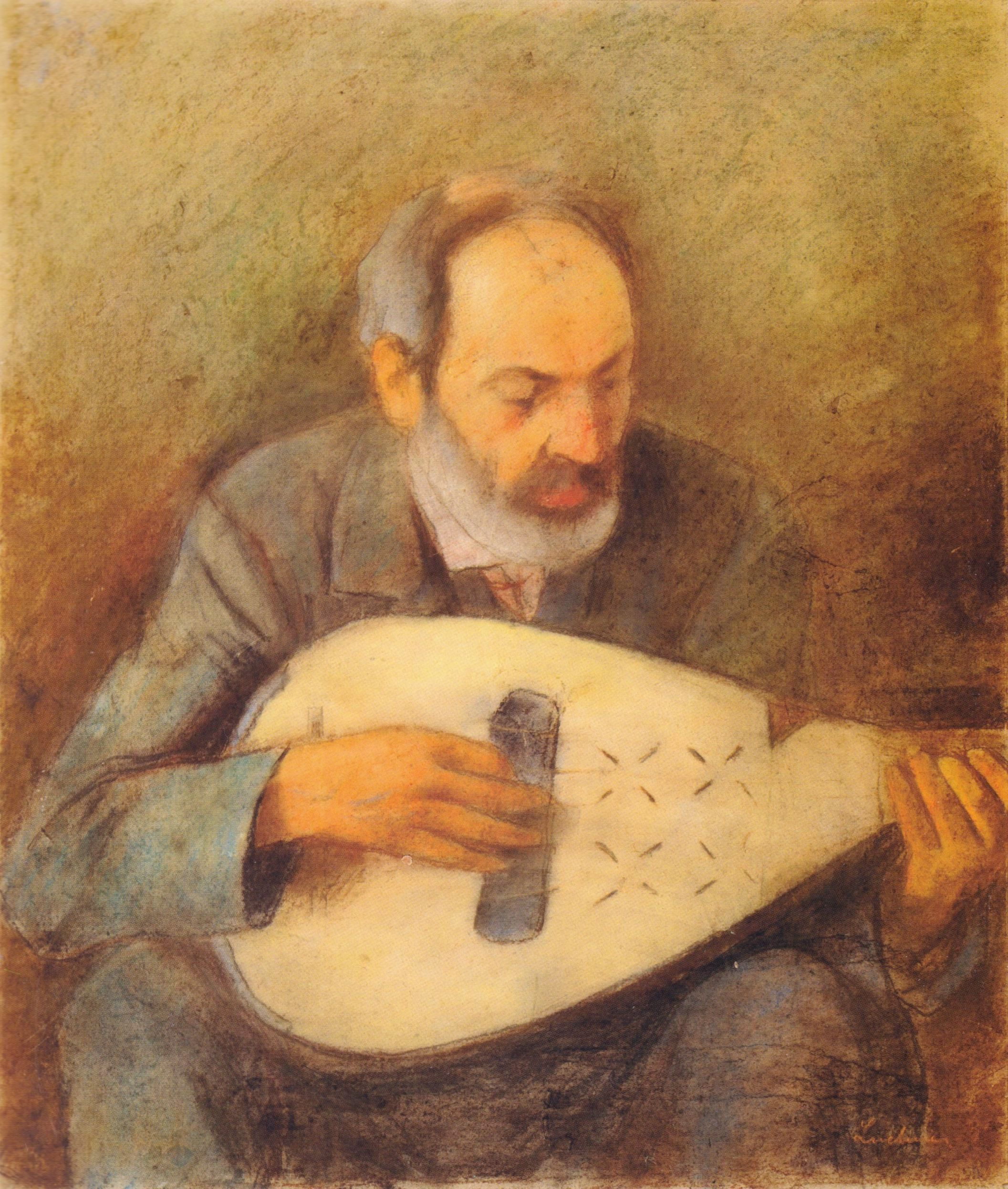
Cobzarul, de Ștefan Luchian, 1906, pastel pe carton, Muzeul Național de Artă al României, București

Cobza este un instrument muzical cu coarde ciupite de proveniență populară, netemperat. Mai multe tipuri de instrumente cu coarde au acest nume (cobza românească, kobza ucraineană). În acest articol ne referim la cobza românească. Ea este răspândită în România și Republica Moldova și face parte din familia lăutei. Are o cutie de rezonanță bombată pe a cărei față se află deschideri înguste ce creează un sunet sec, caracteristic. Cutia este realizată din paltin, iar fața din molid. Din deceniul 6 al secolului XX pare a se fi încetățenit utilizarea călușului, sub corzi, pentru obținerea unui sunet mai puternic. Cobza are patru grupuri de coarde, aranjate în general în grupuri de câte două (există și variante cu trei), numite „coruri”. Cheile din lemn, numite tradițional „cuie” au fost înlocuite în unele cazuri cu mecanisme de chitară sau mandolină, pentru obținerea unui acordaj mai stabil. Acordajul este de tipul re-la-re-sol, existînd însă diferite variațiuni, cât și scordaturi. O variantă hibridă de cobză, cu taste și gît mai lung, a fost și mai este folosită în Republica Moldova, sub influența ansamblurilor folclorice sovietice. Cobza este folosită mai ales pentru acompaniament și mai rar ca instrument solistic. Perioada deceniilor 6-9 din sec. XX a fost însă una de mari căutări muzicale, existînd o generație de virtuozi ai acestui instrument. Îi amintim, printre cei care au dezvoltat cobza ca instrument de acompaniament, cât și solistic pe Ion Zlotea, Marin Cotoanță, Ion Șerban, Ion Păturică, Ion Strîmbeanu, Nicolae Păsnicuțu. După forma ei, cobza pare a fi o adaptare a oud-ului arab sau otoman. Numele cobzei poate proveni din turcicul qopuz.